# Stilpnia argyrofenges
La tangara dorsipajiza, tangara de garganta verde (en Perú) o tangara goliverde (en Ecuador) (Stilpnia argyrofenges), es una especie de ave paseriforme de la familia Thraupidae, perteneciente al  género Stilpnia, anteriormente situada en Tangara. Es nativa de regiones andinas del oeste de América del Sur.

## Distribución y hábitat

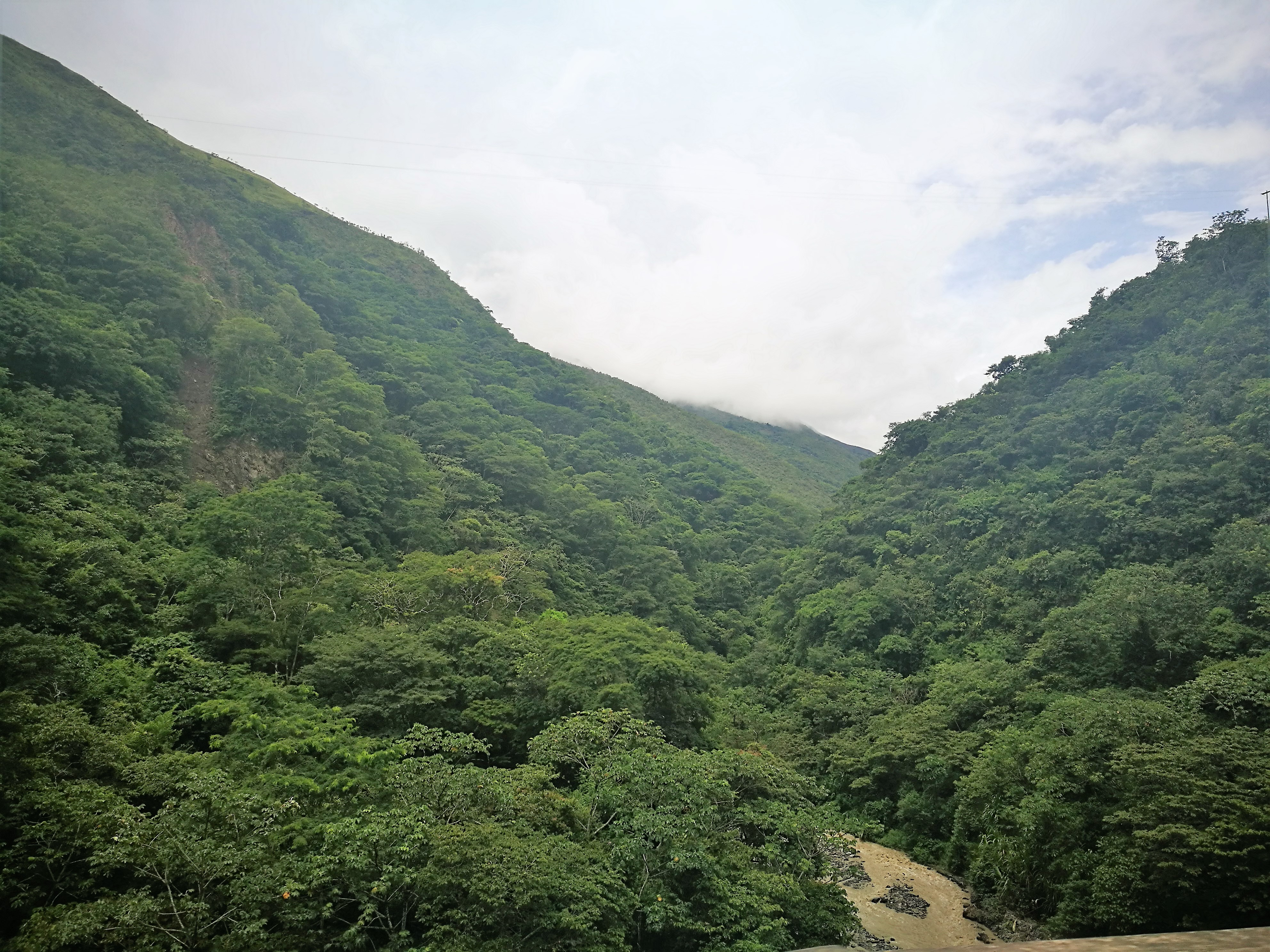
Yungas cerca de la Paz, Bolivia, ejemplo de hábitat de la especie.

Se distribuye de forma disjunta por la pendiente oriental de la cordillera de los Andes, en el sur de Ecuador (desde el sur de Zamora Chinchipe), en el norte y centro de Perú, y oeste de Bolivia (hasta el oeste de Santa Cruz).
Esta especie es considerada rara y local en sus hábitats naturales: el dosel y los bordes de selvas húmedas montanas, entre 1100 y 2100 m de altitud.

## Estado de conservación
La tangara dorsipajiza ha sido calificada como vulnerable por la Unión Internacional para la Conservación de la Naturaleza (IUCN) debido a que, con base en modelos de futura deforestación, se sospecha que su población, todavía no cuantificada, irá a declinar rápidamente a lo largo de las próximas tres generaciones.

## Sistemática

### Descripción original
La especie S. argyrofenges fue descrita por primera vez por los zoólogos británicos Philip Lutley Sclater y Osbert Salvin en 1876 bajo el nombre científico Calliste argyrofenges; su localidad tipo es: «Yungas, La Paz, Bolivia».

### Etimología
El nombre genérico femenino Stilpnia deriva de la palabra del idioma griego «στιλπνή», forma femenina para el adjetivo «brillante» o «reluciente», aludiendo al brillo que presenta el plumaje de estas especies; y el nombre de la especie «argyrofenges» se compone de las palabras del griego «arguros»: plata, y «phengō»: brillar.

### Taxonomía
La presente especie, junto a un grupo numeroso de trece otras especies, fueron tradicionalmente incluidas en un amplio género Tangara, hasta que varias estudios genéticos de la familia Thraupidae permitieron comprobar que formaban un clado separado del aquel género por lo que se propuso su separación en un nuevo género Stilpnia.
El Comité de Clasificación de Sudamérica (SACC), en la propuesta N° 730 parte 20 reconoció el nuevo género, en lo que fue seguido por el Congreso Ornitológico Internacional (IOC) y Clements checklist/eBird. Otras clasificaciones como Aves del Mundo (HBW) y Birdlife International (BLI) optaron por mantener el género Tangara más ampliamente definido, con lo cual la presente especie conserva su nombre anterior: Tangara argyrofenges.
Los amplios estudios filogenéticos recientes demuestran que la presente especie es hermana de Stilpnia heinei, y el par formado por ambas es hermano de Stilpnia phillipsi.

### Subespecies
Según las clasificaciones del Congreso Ornitológico Internacional (IOC) y Clements Checklist/eBird v.2019 se reconocen dos subespecies, con su correspondiente distribución geográfica:
- Stilpnia argyrofenges caeruleigularis (Carriker, 1935) – Andes del extremo sur de Ecuador, hasta el centro de Perú (al sur hasta Junín).
- Stilpnia argyrofenges argyrofenges (P.L. Sclater & Salvin, 1876) – yungas del oeste de Bolivia (La Paz, Cochabamba y oeste de Santa Cruz).